# Communications Medicine
Communications Medicine — це медичний науковий журнал з відкритим доступом, який присвячений медицині, біомедичним наукам та усім галузям науки, технологій і техніки, що досліджують питання, проблеми й виклики медицини.
Communications Medicine видається у формі онлайн-журналу видавництвом Nature Portfolio (Springer Nature) з 2021 року.

## ==== Мета та охоплення
Communications Medicine є вибірковим відкритим журналом від Nature Portfolio, який публікує високоякісні дослідження, огляди та коментарі в усіх галузях клінічної та транляційної (експериментальної) медицини та громадського здоров'я. Журнал прагне сприяти співпраці між цими різними спільнотами, щоб сприяти відкриттям, які будуть сприяти здоров'ю та покращенню життя пацієнтів.
Журнал входить до сімейств журналів Communications бренда Nature, з першим і одним з найцитованіших в світі — Nature Communications, разом з Communications Biology, Communications Chemistry, Communications Psychology, Communications Materials, Communication Physics та Communications Earth & Environment.

## Критерії для публікації
Щоб бути опублікованим в Communications Medicine, стаття повинна відповідати кільком загальним критеріям:
- Результати є новими (новизна не порушується абстрактами або інтернет-препринтами)
- Стаття надає сильні докази на користь своїх висновків
- Дані технічно звучні
- Результати клінічних досліджень повідомляються відповідно до рекомендацій ICMJE та EQUATOR
- Рукопис важливий для науковців або лікарів у конкретному підсекторі медицини

Від подачі до першого редакційного рішення проходить 7 днів (медіана).

## Реферування та індексування
Це відосно новий науковий і медичний журнал, який вже індексується в ESCI, PubMed Central, DOAJ та Google Scholar.